# Ястребная (Винницкая область)
Ястребная (укр. Яструбна) — село на Украине, находится в Могилёв-Подольском районе Винницкой области.
Население по переписи 2001 года составляет 150 человек. Почтовый индекс — 24024. Телефонный код — 4337.
Занимает площадь 1,3 км².

## Адрес местного совета
24016, Винницкая область, Могилёв-Подольский р-н, с. Слобода-Ярышевская, ул. Ленина, 84